# Бандитские стихи
«Бандитские стихи» (англ. Revolting Rhymes; варианты перевода: «Бунтующие рифмы», «Отвратительные стишки») — сборник из шести стихотворений Роальда Даля, в которых пародийно обыгрываются сюжеты известных западноевропейских сказок, получающие неожиданные развязки. Книга была впервые опубликована в 1982 году с иллюстрациями Квентина Блейка. 
В начале первого стихотворения автор сообщает читателю, что расскажет ему сказки в их «настоящем» виде, гораздо более кровавом, чем в том варианте, который наиболее известен и который был смягчён взрослыми специально для того, чтобы дети не боялись. По мнению исследователей, стихотворения сборника представляют собой тем самым «антисказки», под которыми можно подразумевать один из этапов эволюции сказочного жанра.
В 2016 году по книге снят анимационный фильм, состоящий из двух получасовых частей (полнометражный мультфильм за 60 минут).
Официальный русский перевод вышел в 2019 году в издательстве «Самокат»: книга была переведена филологом и переводчиком поэзии английского абсурда Евгением Клюевым.

## Состав сборника

### Золушка
Благодаря помощи феи Золушка направляется на дискотеку, где в неё влюбляется принц. Когда ночью девушка убегает, принц обещает найти её по забытой туфельке и жениться на ней. Одна из уродливых сестёр Золушки подменяет туфельку. Когда принц начинает искать владелицу туфли и находит одну, а потом вторую уродливую сестру, он в ярости отрубает им головы. Увидев это, Золушка просит фею помочь ей выйти замуж не за принца, а за простого парня, и выходит за изготовителя варенья, с которым живёт счастливо.

### Джек и бобовый стебель
Джек продал корову за бобовое зёрнышко, из которого выросло огромное дерево. Он залез на дерево и увидел наверху множество золота, однако великан почуял его, и Джеку пришлось спуститься. Мать Джека стала укорять его за то, что тот редко принимает ванну, из-за чего его и почуял великан, однако когда она сама залезает вверх, великан съедает её. Джек тщательно моется и залезает на стебель. На этот раз великан не может его учуять, и он забирает много золота, становясь миллионером. С тех пор он принимает ванну каждый день.

### Белоснежка и семь гномов
Когда мать Белоснежки умерла, женой её отца стала женщина, у которой было волшебное зеркало. Когда однажды зеркало на вопрос, кто красивее всех на свете, ответило женщине, что это Белоснежка, мачеха попросила Охотника отвести девушку в лес и убить. Охотник не стал убивать Белоснежку, которая попала работницей в дом к семерым карликам. Карлики тратили все свои деньги на ставках в конских бегах, и однажды Белоснежка выкрала у мачехи волшебное зеркало, которое стало предсказывать, кто победит в бегах. Так девушка и карлики разбогатели.

### Златовласка и три медведя
В стихотворении на поступки Златовласки предлагается посмотреть с позиции почтенной семьи, в дом которой внезапно ворвалась девушка, которая съела их еду, сломала антикварный детский стульчик, залезла с грязными ботинками на кровать, испачкав бельё. Автор заключает, что папе-медведю стоило бы попросить сына-медвежонка просто съесть непрошеную гостью.

### Красная Шапочка и серый волк
Волк съедает бабушку и поджидает Красную Шапочку. Во время диалога с Волком та спрашивает про большие уши и большие глаза бабушки, а затем вместо вопроса про зубы интересуется пушистой серой шубой волка. Тот вскакивает, приготовившись съесть девочку, но она достаёт пистолет и убивает волка. После этого Красная Шапочка изготавливает из шкуры волка тёплое меховое пальто.

### Три поросёнка
Волк сдувает дом из соломы первого поросёнка, затем дом из веток второго, а самих поросят съедает. Увидев, что третий поросёнок построил дом из кирпичей, волк решает взорвать его. Тем временем поросёнок звонит по телефону Красной Шапочке и просит её о помощи. Та приезжает и убивает волка. Однако впоследствии оказывается, что помимо второй шубы из волчьего меха у неё появляется и дорожная сумочка из поросячьей кожи.

## Изъятие книги в Австралии
В 2014 году австралийская сеть супермаркетов «Aldi» изъяла из продажи сборник Даля из-за обращения группы клиентов сети, которые пожаловались на то, что в книге, которая продаётся в магазине, в одном из стихотворений использовано неприличное слово slut (‘шлюха’).

## Экранизация
Премьера двух получасовых частей (полнометражный мультфильм за 60 минут) анимационного фильма по книге Даля состоялась 26 и 27 декабря 2016 года на британском канале BBC1. Фильм был снят той же командой, что ранее представляла (также во время рождественских премьер на BBC1) такие экранизации современной детской классики, как «Груффало», «Дочурка Груффало», «Верхом на помеле» и «Человеткин». В озвучивании приняли участие популярные актёры Доминик Уэст, Джемма Чан, Роуз Лесли, Дэвид Уолльямс и др..